# محمد خان (إلخان)

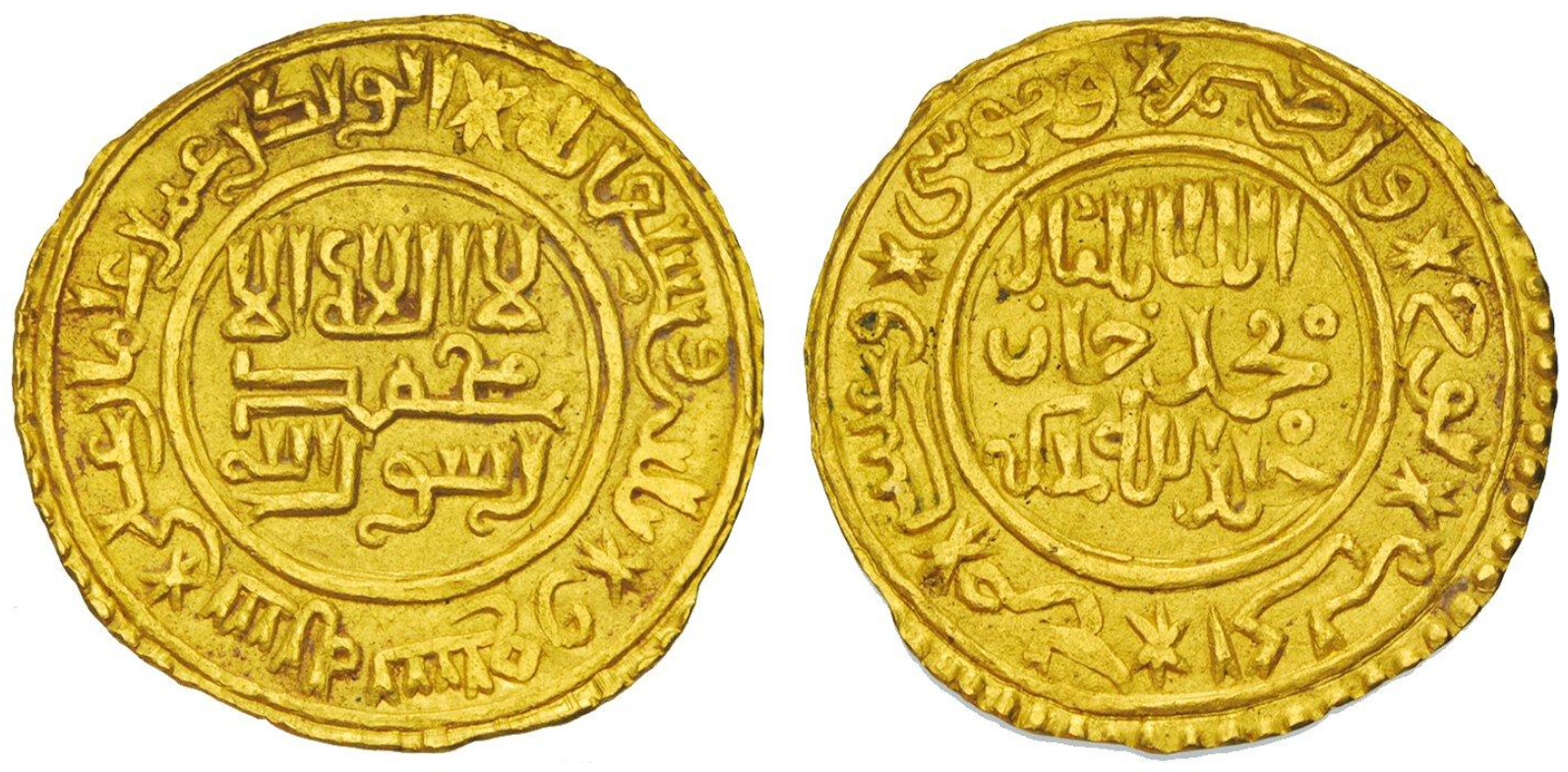
الإلخانيون، محمد خان (1337-1338) دينار، سك الجزيرة، مؤرخ 737هـ (1336-1337)

محمد خان (توفي في يوليو 1338) كان مدعيًا لعرش الإلخانات.

## الأنساب
وُلِد باسم بير حسين، وهو حفيد مونكو تيمور، ابن هولاكو. وقد ورد ذكر نسبه في مصادر مختلفة، ففي أحد المصادر ورد أنه ابن يول قتلوغ بن التيمور بن عنبرجي بن منجو تيمور، وفي مير خواند ورد أنه ابن قتلوغ بن أمير تيمور بن عنبرجي بن منجو تيمور.

## الحكم
كان حسين لا يزال طفلًا عندما رفعه الجلايري حسن بزرك إلى العرش وأعطاه الاسم الملكي محمد خان. وقد تم ذلك معارضة لابن عمه الثالث موسى الإلخاني. في معركة دارت رحاها في 26 تموز 1336، هزم حسن بزرك ومحمد خان قوات علي بادشاه ودميته، موسى الإلخاني. ثم نصب حسن بزرك مُدعيه في تبريز. عُيّن جلال الدين زكريا (أو شمس الدين ) وابن محمود شاه الإنجوي الراحل مسعود شاه وزراء له بينما أعاد أنصار حسن تأكيد مواقفهم. استولى تشوبانيد سورغان ووالدته ساتي بك على قره باغ، وأكد حكم الحاج طغاي مجددًا في ديار بكر، واستحوذ الحاج توغاناك على بغداد، ومنح الأمير قره حسن السيادة على قبائل الأويرات. لكن قره حسن والحاج توغانك لم يتمكنا من إخضاعهم وهُزموا تمامًا، ثم قُتلوا لاحقًا. أعاد الأويرات المتبقون تنظيم صفوفهم تحت قيادة حاكم خراسان، الشيخ علي (ابن الأمير علي قوشجي) ودعموا طغا تيمور في الوصول إلى عرش الإلخانيين. وقد تلقوا المزيد من المساعدة من أوغرونش ومحمود إيسن قطلوغ، حتى أنهم احتلوا سلطانية لفترة من الوقت. لكنهم هزموا في النهاية على يد جيش الجلايريين، وقُتل شقيق علي بادشاه محمد بك وزوجته قطلوغ مالك خاتون (ابنة جايخاتو) على يد رجال القبائل الأكراد، بينما أُعدم زعيم الأويرات الشيخ علي على يد أرغون شاه (ابن الأمير نوروز)، الذي أراد أن يكون طغا تيمور دمية في يده. كما تم إقصاء أوجرونش ومحمود إيسن قطلو أيضًا.
على مدى السنوات القليلة التالية، عزز حسن بزرك ومحمد قبضتهما على غرب بلاد فارس، لكن ظهور الجوباني حسن كوتشيك قاطع خططهما. وادعى حسن كوتشيك أن العبد التركي لنائب أبيه هو في الحقيقة والده تيمورتاش وأنه وصل من مصر. أدى هذا الخبر إلى انفصال الجوبانيين عن الجلايريين والانضمام إلى حسن كوشيك. ثم التقى الجانبان المتعارضان في منطقة علاء تاج بالقرب من وان في 16 يوليو 1338، وتعرض كل من حسن بزرك ومحمد خان للهزيمة. بعد هروب حسن بزرك، قبض الجوبانيون على محمد خان وأعدموه.